# Lega Nazionale Dilettanti
Die Lega Nazionale Dilettanti (Nationale Amateurliga) verwaltet die Amateurligen Italiens. Sie wurde 
1959 gegründet und verwaltet eine große Anzahl an Ligen: Eine Nationale Liga, das Interregionale Komitee, was die Meisterschaft der Serie D, 19 regionale Ligen genannt Regionale Komitees, die Frauen- und Futsal-Ligen.

## Serie D
Die Serie D ist die vierthöchste Fußballliga in Italien und die höchste Amateurliga. Sie wurde 1948 gegründet.

## Eccellenza
Die Eccellenza heißt in Südtirol Oberliga und wurde 1991 gegründet. Sie ist die fünfthöchste Fußballliga Italiens.

## Promozione
Die Promozione heißt in Südtirol Landesliga und ist die sechsthöchste Fußballliga Italiens. Sie wurde 1912 gegründet.

## Prima Categoria
Die Prima Categoria (in Südtirol 1. Amateurliga) ist die siebthöchste Liga Italiens. Die Runden variieren von Region zu Region. Insgesamt sind 1.668 Teams in der Prima Categoria.

### Gruppen
- Abruzzen: 5 Gruppen von 16 Teams
- Basilikata: 2 Gruppen von 16 und 15 Teams
- Kalabrien: 4 Gruppen von 16 Teams
- Kampanien: 8 Gruppen von 16 Teams
- Emilia-Romagna: 8 Gruppen von 16 Teams
- Friaul-Venezia Giulia: 3 Gruppen von 16 Teams
- Latium: 8 Gruppen von 16 Teams
- Ligurien: 4 Gruppen von 16 Teams
- Lombardei: 12 Gruppen von 16 Teams
- Marken: 4 Gruppen von 16 Teams
- Molise: 3 Gruppen von 16 Teams
- Piemont (beinhaltet Aostatal): 8 Gruppen von 16 Teams
- Apulien: 3 Gruppen von 16 Teams
- Sardinien: 4 Gruppen von 16 Teams
- Sizilien: 8 Gruppen von 14 Teams
- Toskana: 6 Gruppen von 16 Teams
- Trentino-Südtirol: 5 Gruppen von 14 Teams auf Provinzbasis
- Italien: 3 Gruppen von 16 Teams
- Veneto: 8 Gruppen von 16 Teams (7 Gruppen) und 15 Teams (eine Gruppe)

## Seconda Categoria
Die Seconda Categoria ist die achthöchste Liga Italiens. In dieser Liga sind nur Amateurvereine.

## Terza Categoria
Die Terza Categoria ist die 9. und unterste Fußball-Amateurliga Italiens. Jeder einzelne Sieger der Terza Categoria kämpft gegen den jeweiligen Absteiger der Seconda Categoria. Im Gegensatz zu allen anderen Ligen Italiens gibt es in der Terza Categoria keinen Absteiger.
In dieser Liga spielen nur Provinz- und Amateurvereine. Eine Besonderheit dieser Liga ist, dass der Trainer keine Lizenz als Trainer benötigt.
In der Theorie ist dies die letzte Liga Italiens, in der ein Club bis in die Serie A aufsteigen und auch Meister werden könnte.